# Cordillera del norte (Albania)

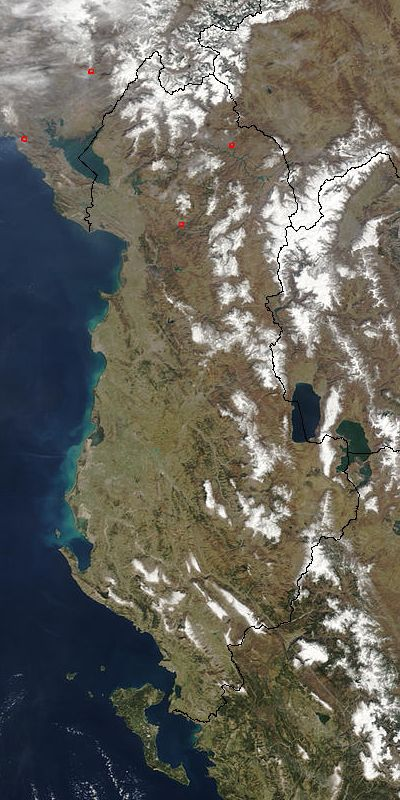
Mapa topográfico de Albania

La cordillera del norte (en albanés: Krahina Malore Veriore) es una región geográfica en el norte de Albania. Es una de las cuatro regiones principales de Albania; las otras son la cordillera Central, la cordillera del Sur y las Tierras Bajas del Oeste. La cordillera norte abarca los Montes Prokletije que se extienden desde el lago Shkodër compartido con Montenegro en el noroeste a través del Valle de Valbonë hasta el Valle de Drin en el este. El área está dentro del bosque mixto de los Alpes Dináricos y del bosque mixto balcánico ecorregiones terrestres de los bosques templados de frondosas y mixtos del Paleártico. 
Dentro de la cordillera del Norte hay dos parques nacionales y una reserva natural, que son el parque nacional de Thethi, el parque Nacional del Valle Valbona y la Reserva Natural del Río Gashi. La Unión Internacional para la Conservación de la Naturaleza (UICN) ha incluido a la reserva natural como Categoría I, mientras que a los parques nacionales como Categoría II. En 2017, el río Gashi fue declarado Patrimonio de la Humanidad por la UNESCO como parte de los bosques primarios de hayas de los Cárpatos y otras regiones de Europa. 

## Geología

### Alpes albaneses
La composición de las grandes unidades tectónicas refleja la historia de la formación de los Alpes albaneses. Los Alpes albaneses (Bjeshkët e Nemuna o Prokletije) son la parte más meridional y más alta de los Alpes Dináricos. Sin embargo, Albania abarca una parte significativa de los Alpes albaneses con una superficie de 2.240 km². Se extienden por más de 60 km, desde el lago Shkodër en el oeste a lo largo de la frontera entre Albania y Montenegro hacia Kosovo en el este. 